# Disturbed
Disturbed (укр. «Збурені») — американський метал-гурт з міста Чикаґо, штат Іллінойс.Створений в 1996 році музикантами Деном Доніганом, Стівом Кмаком, Майком Венгреном та Девідом Дрейманом. Стиль гурту можна схарактеризувати як хеві-метал та нью-метал. З моменту свого створення, колектив випустив 5 номерних альбомів, було продано в усьому світі понад 11 мільйонів примірників, що зробило їх одним з найуспішніших рок-гуртів останнього часу. Чотири альбоми поспіль стартували в американському хіт-параді Billboard 200.

## Історія

### Ранній період (1994—1996)
Перш ніж вокаліст Девід Дрейман приєднався до Disturbed, гурт був знаний як Brawl, яка складалася з вокаліста Еріха Авальта, гітариста Дена Донігана, барабанщика Майка Венгрена, і басиста Стіва Кмака. Еріх Авальт залишив гурт незабаром після запису демонстраційної стрічки, а інші три учасники помістили оголошення про те, що вони шукають нового вокаліста. Вони відправили оголошення в місцеву музичну газету в місті Чикаго, штат Іллінойс, яка називалася «Illinois Entertainer». Девід Дрейман відповів на оголошення гурту в тому ж місяці. Гітарист Ден Доніган прокоментував вокал Девіда Дреймана: "Ви знаєте, з усіх вокалістів, з якими ми розмовляли або яких прослуховували, він (Девід Дрейман) був єдиним співаком, який був готовий співати в будь-якому стилі, як ми і хотіли. І це справило на мене величезне враження ". Офіційною датою утворення гурту Disturbed вважається 1996 рік, коли до вже сформованого колективу з Дена Донігана, Стіва Кмака і Майка Венгрена приєднається Девід Дрейман. Після прослуховування і приєднання до гурту, Девід Дрейман дав назву колективу «Disturbed», яке і стало офіційною назвою гурту. Коли було поставлено питання на інтерв'ю Девіду Дрейману, чому він запропонував назвати гурт Disturbed, Девід Дрейман сказав, «Це була назва, яку я розглядав для гурту протягом багатьох років. Ця назва символізує все, що ми відчували в той час.»

### «The Sickness» (1998—2000)
Після перейменування гурту, Disturbed записали два демо-альбому, а потім з ними уклав контракт лейбл Giant Records. 2000 року гурт випустив сингл «Stupify» і подальший альбом «The Sickness», після якого Disturbed здобули всесвітню популярність. Альбом досяг 29 позиції на Billboard 200 і був проданий кількістю понад чотири мільйони копій у Сполучених Штатах, починаючи з дня його випуску. Альбом містить такі пісні як «Droppin 'Plates», «The Game», «Stupify», «Meaning of Life» і «Shout 2000» (кавер хіта «Tears for Fears»). Слідом за виходом альбому «The Sickness» відбулися гастролі, які сприяли повноцінному розкручуванню гурту. Правда, на концертах у Європі спільно з «Marilyn Manson» не зміг бути присутнім Стів Кмак, який пошкодив собі кісточку, і на час цього турне його підміняв Марті О'Браєн («Kilgore», «Methods of Mayhem»). Продажі першого альбому перевалювали за позначку «подвійної платини», а в цей час Disturbed зібралися випускати свій другий студійний альбом — «Believe».

### «Believe» (2001—2003)
У лютому 2001 року, було оголошено, що гурт зробив кавер пісні «Midlife Crisis» гурту Faith No More однак, пісня довгий час не виконувалася гуртом.
4 червня 2002 року, Disturbed випустили документальний DVD про гурт, який отримав назва MOL, цей диск містить відео матеріали, які розповідають про гурт під час їхньої роботи в студії, а також на ньому присутні кілька кліпів зроблених з концертів виступу гурту.
17 вересня 2002, Disturbed випустили свій другий студійний альбом, названий «Believe», який дебютував на першому місці на Billboard 200. Кліп для першого синглу з альбому «Believe», який назвали «Prayer», відмовилися показувати більшість телевізійних станцій, пояснюючи це тим що кліп має багато спільних рис з терактом 11 вересня 2001 року. Так само в цей час Девід Дрейман зробив запис пісні, названої «Forsaken», яка вийшла як саундтрек до фільму Королева проклятих.
Влітку 2001 року «Disturbed» взяли участь у традиційному Ozzfest турі. До того часу популярність гурту зросла настільки, що організатори фестивалю перевели її з відкриваючих гуртів ближче до «гвіздка програми» «Black Sabbath», а композиція «Fear» потрапила на збірку «Ozzfest 2001».
Після виходу «Believe», Disturbed у 2003 році, ще раз бере участь у турі Ozzfest і після чого починають свій власний тур, який назвали Music as a Weapon II. Гурти Chevelle, Taproot, і Unloco брали участь разом з ними в цьому турі. Під час туру Disturbed, дебютувала Невипущена пісня, названа «Dehumanized». Після того як Disturbed закінчили тур Music as a Weapon II, Стіва Кмака гурт звільнив через «індивідуальні відмінності». На заміну Стіва Кмака прийшов Джон Мойєр, який став новим бас-гітаристом гурту. Після цього Disturbed з Джоном Мойєром як новим бас-гітаристом зіграли живий концерт у House of Blues, і виконали дві нові пісні, які називалися «Hell» і «Monster», обидві з яких є бонус треками до третього студійного альбому Ten Thousand Fists.

### «Ten Thousand Fists» (2004—2006)
Альбом «Ten Thousand Fists» вийшов 20 вересня 2005 року і дебютував на першому місці в чарті Billboard 200, продавши приблизно 238 000 копій на першому тижні після випуску. Альбом отримав статус платинового 5 січня 2006, продано 1 000 000 копій в Сполучених Штатах. Гурт очолив Ozzfest у 2006 році поряд з Ozzy Osbourne, System of a Down, Lacuna Coil, DragonForce, Avenged Sevenfold, і Hatebreed.
На інтерв'ю з Launch Radio Networks вокаліст Девід Дрейман заявив, що для альбому було записано двадцять пісень, але тільки чотирнадцять пісень офіційно увійшли до альбому. Інші пісні були включені в сингли або розповсюджувалися через інтернет: «Hell», який був включений в сингл «Stricken»; «Monster», який був доступний на iTunes, який пізніше ввійшов до Ten Thousand Fists Tour Edition; «Two Worlds», який також був доступний в Ten Thousand Fists Tour Edition і «Sickened», який ввійшов до синглу "Land of Confusion ". Альбоми «Ten Thousand Fists» дебютував на першому місці в США і став двічі платиновим.
У 2006 році, європейський тур двічі відкладали через проблеми Девіда Дреймана з голосом. Через проблеми з голосом Девід Дрейман зробив хірургічну операцію, яка пройшла успішно. Так само вокаліст Девід Дрейман був залучений у скандал через те, що критично висловлювався про позови RIAA проти індивідуальних користувачів файлообмінних мереж, попри те, що видавець Disturbed знаходиться під протекцією RIAA: "Замість того, щоб витрачати кошти на судові процеси проти дітей, вони могли б навчитися ефективно використовувати Інтернет. Я не просив їх захищати мене, і мені не потрібний їх захист «.
Наприкінці 2006, Disturbed, назвав інший їхній власний тур Music as a Weapon III. Гурти Flyleaf, Stone Sour, і Nonpoint брали участь з ними в цьому турі. Disturbed закінчили Music as a Weapon III тур наприкінці 2006 року. Невдовзі, Девід Дрейман заявив, що гурт почав роботу над їх четвертим студійним альбомом.

### „Indestructible“ (2007—2009)
У липні 2007 року в саундтреку до фільму „Трансформери“ вийшов новий трек „This Moment“.
3 червня 2008 року гурт випустив четвертий альбом „Indestructible“ (укр. „неруйнівний“). А пізніше, за однойменною піснею, зняла кліп. Альбом містить похмуріші пісні, ніж записані до нього. Деякі пісні оповідають про реальні події, які Девід Дрейман пережив до запису альбому. До альбому включено 2 пісні: „Perfect Insanity“ і „Divide“, які були записані ще до їх першого альбому, але так і не увійшли до жодного альбому. Щоб відповідати характеру пісень, Девід сказав членам гурту, щоб вони грали як можна похмурішу музику. Попри похмурі теми пісень, пісня „Indestructible“ записана для підтримки солдатів, які беруть участь у війні. Критики альбом зустріли змішаними думками. Статус платинового диска альбом отримав від RIAA після продажу одного мільйона копій на території США. Пісня „Inside the Fire“ у 2009 році була номінована на премію Ґреммі в категорії „Найкраща пісня Хард-рок“.
Гурт почав свій Music as a Weapon IV тур в березні 2009 року, і закінчила в кінці травня. Тур, також дублював „фестиваль“, який показав такі гурти, як Killswitch Engage, Lacuna Coil, і Chimaira на одному майданчику.
На одному з інтерв'ю Девід Дрейман коротко згадав про п'ятий альбом гурту, заявляючи, що його ліричні теми будуть такими ж похмурими як і у „Indestructible“. Гурт заявив, що вони відпочинуть кілька місяців, і потім почнуть писати пісні для наступного альбому. Найбільш ймовірно запис альбому розпочнеться наприкінці 2009 року. На іншому інтерв'ю з Майком Венгреном і Джоном Мойєра, було заявлено, що судячи з відчуттів пережитих Дрейманом у минулі кілька років його життя, новий альбом Disturbed буде агресивним, сердитим, та сильно б'ючим». Венгрен також сказав, що новий альбом може вийти навесні або влітку 2010 року.

### «Asylum» та «The Lost Children» (2010—2011)
21 квітня 2010 Disturbed анонсувала назву свого нового альбому — «Asylum». Цей альбом вийшов на лейблі Reprise в кінці літа. Як і у випадку з «Indestructible», Disturbed продюсували «Asylum» самостійно. Творіння матеріалу почалося у вересні 2008 року, а запис — у лютому 2009 року. «Another way to die» — перший сингл вийшов 15 червня (16 червня на iTunes). Також на Youtube з'явився кліп на пісню. До альбому увійшло 12 композицій. 24 серпня став доступний ще один сингл — «The Animal», що містить дві пісні — «Never Again» і «The Animal» відповідно. Крім того, декілька пісень гурту включені в DLC до серії ігор «Rock Band». Вихід альбому відбувся 31 серпня 2010 року.
Asylum дебютував на першому місці чарту Billboard 200 з числом продажів понад 179,000. Це четвертий альбом гурту, який дістався до вершини цього музичного чарту США. До цього така ж серія успішних альбомів була тільки у гуртів Metallica і Dave Matthews Band.
В липні 2011 стало відомо, що гурт бере паузу у творчості на деякий час. А у листопаді цього ж року вийшла збірка бі-сайдів — «The Lost Children».

### Пауза (2011—2015)
8 лютого 2012 року було оголошено, що Мойєр став новим бас-гітаристом супергурту Adrenaline Mob. Джон дебютував на сцені з гуртом 12 березня в Hiro Ballroom у Нью-Йорку, за день до виходу дебютного повноформатного альбому гурту Omertá.
14 лютого 2012 року Девід Дрейман підтвердив у своєму Twitter-акаунті, що з'явиться в 10-му сезоні шоу That Metal Show на VH1, який транслюватиметься того ж року. Пізніше цей епізод було перенесено в 11 сезон і прем'єра відбулася 11 серпня 2012 року.
У травні 2012 року Дрейман оголосив про свій новий проєкт — індастріал-метал гурт під назвою Device . Пізніше Дрейман оприлюднив інформацію щодо майбутнього Disturbed і його нового проєкту Device, заявивши, що Device випустять свій однойменний дебютний альбом 9 квітня 2013 року. В альбомі є кілька запрошених музикантів з різних металевих гуртів. 25 квітня 2013 року було оголошено, що гітарист Ден Донеган і барабанщик Майк Венгрен почали новий проєкт зі співаком Evans Blue Деном Чендлером під назвою Fight or Flight . Їхній дебютний альбом «Life by Design?» вийшов 23 липня 2013 року.
У грудні 2014 року Мойєр створив новий гурт зі Скоттом Вейландом, Роном Талом, близнюками Джоном і Вінсом Воттами під назвою «Art of Anarchy» з однойменним альбомом, що вийшов у червні 2015 року.

### «Immortalized» (2015—2017)
20 червня 2015 року на сторінці та веб-сайті Disturbed у Facebook було опубліковано матеріал, який натякав на можливе повернення гурту. На веб-сайті представлений новий логотип Disturbed, а також відео талісмана гурту «The Guy», який, здається, перебуває на апараті життєзабезпечення та все ще дихає. Новий логотип Disturbed також був опублікований на їхній офіційній сторінці у Facebook разом із відео з їхнім талісманом, а зображення профілю змінилося на суцільний чорний, що вказує на нову активність гурту.  22 червня 2015 року Disturbed опублікував ще одне відео на Facebook, цього разу показуючи Хлопця, який прокидається з системи життєзабезпечення, а також 18-годинний зворотний відлік на їхньому офіційному веб-сайті, що дало припущення про певне возз'єднання.
23 червня 2015 року Disturbed офіційно оголосили про завершення перерви та вихід нового альбому Immortalized . Того ж дня на YouTube-каналі було вийшов офіційний кліп на новий сингл " The Vengeful One ".Immortalized вийшов 21 серпня 2015 року. Джон Моєр не брав участі в альбомі через роботу над іншими проєктами, а всі басові треки виконував Ден Донеган. Мойєра немає у відео гурту на " The Sound of Silence ", що вийшов у грудні 2015 року. Однак Мойєр залишається учасником гурту, знявшись у рекламних фото для альбому, а також продовжуючи виступати з гуртом наживо.
У день виходу альбому гурт відіграв свій перший концерт за чотири роки в House of Blues у Чикаго. На шоу відбулися концертні дебюти чотирьох нових пісень («The Vengeful One», «What Are You Waiting For», " The Light " і заголовної композиції) і пісні «Hell», бі-сайду з Ten Thousand Fists , вперше в повному обсязі.
Гурт випустив концертний альбом «Live at Red Rocks» 18 листопада 2016 року.

### «Evolution» (2018—2020)
На початку січня 2018 року гурт оголосив через соціальні мережі, що вони увійшли в студію, щоб почати запис свого наступного студійного альбому. У червні 2018 року гітарист Ден Донеган і басист Джон Мойєр підтвердили джерелам, що новий альбом завершено, і 100 % пісень завершено, залишилося лише зведення та мастеринг. Учасники гурту також опублікували в Instagram спільне фото на званій вечері на честь завершення процесу запису, першого альбому гурту за понад 3 роки та першого альбому гурту за понад 8 років, у якому бере участь басист Джон Моєр.
Альбом Evolution вийшов 19 жовтня 2018 року. На підтримку альбому гурт оголосив про «Evolution World Tour», який відбувся на початку 2019 року. Початкові оголошені дати включали концерти по Північній Америці з вибраними датами в Канаді, а також європейську частину туру.25 березня 2019 року Disturbed оголосили про великий літній тур із Pop Evil і In This Moment .
27 січня 2020 року гурт оголосив про тур із Staind і Bad Wolves, який складається з 31 дня, щоб відзначити 20-ту річницю The Sickness .Через пандемію COVID-19 гурт переніс тур на 2021 рік.11 вересня 2020 року Disturbed випустили кавер на пісню «If I Ever Lose My Faith in You» Стінга

### «Divisive» (2021-теперішній час)
12 березня 2021 року було оголошено про офіційне скасування туру з нагоди 20-ї річниці The Sickness.
Після перерви гурт відіграв свої перші живі концерти епохи пандемії. Перший вперше за майже два роки відбувся 25 вересня 2021 року як один із хедлайнерів фестивалю Louder Than Life у Луїсвіллі, штат Кентуккі. Гурт також виступав пізніше в листопаді на фестивалі Welcome to Rockville на міжнародній трасі Daytona International Speedway у Дейтона-Біч, Флорида.
Дрейман сказав, що гурт хоче почати запис після Нового 2022 року, але вони ще не оголосили продюсера. Нові пісні також вийдуть на двох окремих носіях, на відміну від звичайних альбомів Disturbed.
14 липня 2022 року Disturbed випустили новий сингл «Hey You» зі свого майбутнього альбому.
23 вересня 2022 року гурт анонсував свій восьмий альбом Divisive із релізом рекламного синглу «Unstoppable». Альбом вийшов 18 листопада 2022 року.  Альбом є спільною спробою повернутися до важчого звучання їхніх ранніх альбомів після експериментів із попереднім альбомом. Новий альбом також став першим, до якого увійшла запрошена вокалістка: Енн Вілсон з хард-рок-гурту Heart запозичила вокал у темній, важкій баладі «Don't Tell Me».

## Талісман
Талісман Disturbed, отримав ім'я «The Guy», був вперше повністю показаний у відео кліпі для пісні «Land of Confusion» і з'явився на обкладинках трьох альбомів Disturbed: Ten Thousand Fists, Indestructible та Asylum. «The Guy», став офіційним талісманом гурту та був повністю намальований творцем коміксів Spawn Тоддом Макфарлейном.

## Склад
Поточний склад
- Девід Дрейман (англ. David Draiman) — вокал (1996 — по сьогодні);
- Ден Донеґан (англ. Dan Donegan) — гітара (1994 — по сьогодні);
- Джон Моєр (англ. John Moyer) — бас-гітара, бек-вокал (2004 — по сьогодні);
- Майк Венґрен (англ. Mike Wengren) — ударні (1996 — по сьогодні).

Колишні учасники
- Еріх Авальт (англ. Erich Awalt) — вокал (1994—1996)
- Стів Кмак (англ. Steve Kmak) — бас (1994—2003)

## Дискографія
- The Sickness (2000)
- Believe (2002)
- Ten Thousand Fists (2005)
- Indestructible (2008)
- Asylum (2010)
- The Lost Children (2011)
- Immortalized (2015)
- Evolution (2018)
- Divisive (2022)